# Extracció àcid-base
L'extracció àcid-base és un procediment que utilitza extraccions líquid-líquid seqüencials per purificar els àcids i les bases de mescles basant-se en les seves propietats químiques.
L'extracció àcid-base es realitza rutinàriament després de realitzar síntesis químiques i per l'aïllament de compostos i productes naturals com alcaloides a partir d'extractes. El producte resultant és lliure d'impureses neutres, àcides o bàsiques. Amb aquest mètode no és possible separar àcids o bases químicament similars.

## Teoria

Representació d'una extracció àcid-base

La teoria fonamental darrere d'aquesta tècnica és que les sals, les quals són iòniques, acostumen a ser solubles en aigua, mentre que les molècules neutres no ho acostumen a ser.
L'addició d'un àcid a una mescla d'una base orgànica i un àcid resultaran que l'àcid continua sense càrrega, mentre que la base s'hidrogenarà per formar una sal. Si l'àcid orgànic, com l'àcid carboxílic, és suficientment fort, el seu pròpia ionització pot ser suprimida per l'àcid afegit.
Per contra, l'addició d'una base a una mescla d'un àcid orgànic i una base resultaran en el fet que la base continuarà sense càrrega, mentre que l'àcid es deshidrogenarà produint la sal corresponent. Un cop més, la pròpia ionització d'una base forta és suprimida per la base afegida.
El procediment d'extracció àcid-base també es pot utilitzar per separar àcids molt dèbils d'àcids més forts i bases molt dèbils de bases més fortes, sempre que la diferència entre les seves constants de pKa (o pKb) sigui prou gran. Per exemple:
- Àcids molt dèbils amb grups fenòlic OH com el fenol, 2-naftol (pKa al voltant 10) es poden separar d'àcids més forts com l'àcid benzoic o l'àcid sorbic (pKa al voltant 4–5)
- Bases molt dèbils com la cafeïna o 4-nitroanilina (pKb al voltant 13–14) es poden separar de bases més fortes com la mescalina o la dimetiltriptamina (pKb al voltant 3–4)

Normalment el pH s'ajusta a un valor més o menys entre el pKa (o pKb) dels compostos que s'han de separar. Per a valors de pH moderadament àcids s'utilitzen àcids dèbils com l'àcid cítric, l'àcid fosfòric, o Àcid sulfúric diluït. Per a pH més àcids s'utilitza l'àcid clorhídric o sulfúric més concentrat. De la mateixa manera, per a valors de pH lleugerament bàsics s'utilitzen bases dèbils com amoníac o bicarbonat de sodi (NaHCO3). Per a pH més bàsics s'utilitza el carbonat de potassi (K2CO3) o l'hidròxid de sodi (NaOH).

## Tècnica
Normalment, la mescla es dissol en un solvent adequat com el diclorometà o el dietilèter (èter), i s'aboca a un embut de decantació. S'afegeix una solució aquosa de l'àcid o la base, i s'ajusta el pH de la fase aquosa per tal d'aconseguir el compost d'interès en la forma desitjada. Després de sacsejar i deixar que se separin les fases, es recull la fase que conté el compost d'interès. El procediment es repeteix amb aquesta fase utilitzant l'interval de pH oposat. L'ordre de la seqüència no és important i el procés es pot repetir per augmentar la separació. Tanmateix, normalment és convenient tenir el compost dissolt en la fase orgànica després de l'últim pas, de manera que l'evaporació del solvent ens proporciona el producte.

## Limitacions
Aquest procediment només és útil per àcids i bases que tinguin una gran diferència de solubilitat entre les seves formes carregades i neutres. Però no funciona per:
- Zwitterions amb grups funcionals àcids i bàsics a la mateixa molècula, p. ex. la glicina que acostuma a ser soluble en aigua en la majoria d'intervals de pH.
- Amines molt lipofíliques que no es dissolen fàcilment en aigua en la seva forma iònica, p. ex. la trifenilamina i la trihexilamina.
- Àcids molt lipofílics que no es dissolen fàcilment en aigua en la seva forma iònica, p. ex. els àcids grassos.
- Amines simples com l'amoníac, la metilamina, o la trietanolamina que acostumen a ser solubles en aigua en la majoria d'intervals de pH.
- Àcids hidròfils com l'àcid acètic, l'àcid cítric, i molts àcids inorgànics com l'àcid sulfúric o l'àcid fosfòric.

## Alternatives
Alternatives a l'extracció àcid-base poden ser:
- Filtrar la mescla a través de gel de sílice o alúmina — les sals carregades acostumen a quedar fortament absorbides al gel de sílice o l'alúmina.
- La cromatografia de bescanvi iònic pot separar àcids, bases, o mescles d'àcids forts i dèbils i bases gràcies a la seva afinitat variable per la columna a pH diferents.